# Halsey (Schiff, 2005)
Die USS Halsey (DDG-97) ist ein Zerstörer der United States Navy und gehört der Arleigh-Burke-Klasse an. Sie ist nach dem Flottenadmiral William F. Halsey benannt.

## Geschichte
Die Halsey wurde 1998 bei Ingalls Shipbuilding in Auftrag gegeben und dort Anfang 2002 auf Kiel gelegt. Nach zwei Jahren im Trockendock lief das Schiff 2004 vom Stapel. Nach der Endausrüstung wurde die Halsey Mitte 2005 in Dienst gestellt.
Die Halsey durchfuhr den Panamakanal und erreichte ihren Heimatstützpunkt in San Diego, Kalifornien. Den Rest des Jahres verbrachte der Zerstörer mit Schießtraining und Erprobungsfahrten. Anfang 2006 folgte die Post Shakedown Availability, eine Werftliegezeit, während der letzte Probleme beseitigt wurden. Diese fand auf der BAE Shipyard in San Diego statt. Am 4. August 2006 begann die Halsey ihre erste Verlegung, die sie über Pearl Harbor in den Westpazifik führte. Im Mai 2008 verlegte der Zerstörer an der Seite der Peleliu in den Westpazifik. Im September 2010 folgte eine Einsatzfahrt mit der Abraham Lincoln in den Pazifik und den Persischen Golf. Ende 2011 verlegte der Zerstörer an der Seite der Carl Vinson in asiatische Gewässer.
Anfang Mai 2024 durchquerte die Halsey die Gewässer der Paracel-Inseln in Form einer „Freedom of Navigation Operation“ (kurz: FONOP). Die Volksrepublik China sah dies als Verletzung seiner Hoheitsgewässer an. Daraufhin entsandte China Kräfte seiner Marine und Luftwaffe, um die Halsey zu überwachen und aus den Gewässern der Paracel-Inseln wegzuleiten. Die USA bestätigten die Durchfahrt des Schiffes, sie bezeichneten die chinesischen Ansprüche im südchinesischen Meer als unrechtmäßig und als eine Bedrohung für die Freiheit der Meere. Infolge des Geschehnisses bezeichnete der chinesische Militärsprecher Tian Junli die USA als „größten Zerstörer von Frieden und Stabilität in der Region“.

## Bewaffnung
Für die Abwehr von anfliegenden Flugkörpern erhielt das Schiff die Flugabwehrraketen RIM-162 Evolved Sea Sparrow Missile (ESSM), die aus dem Vertical Launching System verschossen werden. Zur weiteren Flugabwehr wurde nachträglich hinter dem achteren Schornsteinaufbau ein Close-In-Weapon-System in Form des Phalanx MK 15 RAM installiert, das beim Bau ab DDG 85 (Block IV) ursprünglich nicht vorgesehen war.

## Sonstiges
Das Schiff spielt eine zentrale Rolle in der US-amerikanischen Fernsehserie The Last Ship, wo es den fiktiven Zerstörer „USS Nathan James“ darstellt.